# Geodena sesseca
Geodena sesseca är en fjärilsart som beskrevs av Karl Grünberg 1910. Geodena sesseca ingår i släktet Geodena och familjen mätare. Inga underarter finns listade i Catalogue of Life.